# The Grand Rapids Press
The Grand Rapids Press (транскр. Гранд-Рапидс-пресс) — ежедневная газета, выходящая в Гранд-Рапидс, втором по величине городе штата Мичиган, США. Она была крупнейшей из восьми газет компании Booth Newspapers и остаётся крупнейшей среди газет MLive Media Group, образовавшейся после распада Booth Newspapers. Газета продаётся за 1,50 доллара в будни и за 6 долларов в воскресенье.

## Описание
The Grand Rapids Press является ведущим источником новостей и рекламы для округов Кент, Оттава и Аллеган. Газета доставляется в частные дома и в газетные киоски по вторникам, четвергам, воскресеньям, а также выходит ежедневно в цифровом формате. Цифровое издание доступно членам клуба «Мой Мичиган» с помощью настольного компьютера или планшета. Редактор Джули Хугленд (англ. Julie Hoogland) пришла в The Grand Rapids Press в 1994 году и работала начальником бюро, помощником редактора по вопросам образования и общественной безопасности. Она является главным редактором The Grand Rapids Press с 2012 года.

## История
1 сентября 1890 года Уильям Дж. Спроут (англ. William J. Sproat) основал газету Morning Press. 5 ноября 1891 года газета перешла под управление издательской компании Press Publishing. Вскоре контрольный пакет акций компании был приобретён медиамагнатом, Джорджем Бутом. Бут приходился зятем Джеймсу Эдмунду Скриппсу (1882—1952), американскому журналисту и бизнесмену из Мичигана. В 1892 году Бут покупает конкурирующую газету Grand Rapids Eagle и объединяет её с Morning Press. 1 января 1893 года Morning Press переходит на вечерний выпуск. Бут переводит в вечерний формат и газету The Detroit News Джеймса Скриппса, также являющуюся членом основанной им компании Evening Press Association (рус. Ассоциация вечерней прессы) (позже — Booth Newspapers). Главой ассоциации становится его брат, Эдмунд Бут (1866—1927).
Редакция газеты сначала находилась на Перл-стрит 63. Затем в течение нескольких лет редакция занимала здание на берегу Гранд-Ривер в юго-восточной части Перл-стрит. В 1906 году переехала в новое здание на перекрёстке Фултон-стрит и Шелдон-авеню.
Позже Джордж Г. Бут купил ещё две газеты и в 1913 году переименовал ассоциацию в The Grand Rapids Press. Газета Morning Press также была переименована в The Grand Rapids Press. Джордж Бут хотел, чтобы средний брат, Эдмунд, стал руководителем не только этой группы, но и всей созданной в следующем году издательской группы Booth Publishing Company, но в итоге пост президента занял третий брат, Ральф Бут (1873—1931 гг.), который привёл в ассоциацию и другие газеты. С ежедневным тиражом 88 000 экземпляров, в начале XX века это была самая продаваемая ежедневная газета в издательской империи Booth Publishing Company.
В 1976 году Сэмюэл Ньюхаус из компании Advance Publications приобрёл компанию Booth Newspapers за 305 млн долларов.
До 2004 года газета выходила в печать в типографии, расположенной в центре города Гранд-Рапидс на перекрёстке Монро-авеню и Мичиган-стрит, затем печатный процесс был переведён в северный пригород, Уокер. Офисы редакции и отдела новостей остались в центре города. Начинающие журналисты проходили здесь программу стажировки.
В 2007 году The Grand Rapids Press была 76-й по величине ежедневной газетой в Соединённых Штатах со средним тиражом в 133 107 экземпляров по будням и 182 252 по воскресеньям.
С октября 2009 года на той же типографии, где выпускалась The Grand Rapids Press, началась печать газеты Muskegon Chronicle. На этом предприятии также печатаются другие газеты Advance Newspapers, а с января 2012 года — Kalamazoo Gazette.
2 февраля 2012 года Booth Newspapers разделилась на две компании: MLive Media Group и Advance Central Services Michigan. MLive Group занимается рекламой и новостями для всех газет и веб-сайтов корпорации. Advance Central Services занимается кадровыми ресурсами, производством и распространением. В то же время, в 2012 году доставка на дом ежедневных газет компании была сокращена, и стала осуществляться только по вторникам, четвергам и воскресеньям. В те дни, когда выходит The Grand Rapids Press, подписчики получают её электронную версию. Печатное издание The Grand Rapids Press по-прежнему доступно в газетных киосках.